# American-Football-Nationalmannschaft der Vereinigten Staaten
Die American-Football-Nationalmannschaft der Vereinigten Staaten repräsentiert die USA in internationalen American-Football-Wettbewerben. Sie wird durch USA Football kontrolliert und war von der International Federation of American Football (IFAF) bis zum Machtkampf zwischen IFAF Paris und IFAF New York 2015 anerkannt. Mittlerweile kann die Nationalmannschaft durch die USFAF wieder an internationalen Wettbewerben teilnehmen. Seit Juni 2017 fungiert Tom Amstutz als Head Coach.
Das Team der Vereinigten Staaten ist das erfolgreichste bei den American-Football-Weltmeisterschaften, denn sie haben alle drei Turniere, an denen sie teilgenommen haben, gewonnen. Die erste Niederlage musste das Team der USA bei den World Games 2017 hinnehmen, als man mit College-Spielern mit 14:13 gegen die deutsche Auswahl verlor.